# Jhonattan Vegas
Jhonattan Vegas (nascido em 19 de agosto de 1984) é um jogador venezuelano de golfe profissional que atualmente joga nos torneios do PGA Tour.
No golfe dos Jogos Olímpicos de Verão de 2016, realizados no Rio de Janeiro, Brasil, terminou sua participação na competição de jogo por tacadas individual masculino na quinquagésima posição, com 289 tacadas (72-76-71-70), cinco acima do par, representando Venezuela.

## Vitórias profissionais (5)

### Vitórias no PGA Tour (2)
| N.º | Data                  | Torneio           | Pontuação vencedora      | Margem de vitória | Vice-campeão                           |
| --- | --------------------- | ----------------- | ------------------------ | ----------------- | -------------------------------------- |
| 1   | 23 de janeiro de 2011 | Bob Hope Classic  | −27 (64-67-67-66-69=333) | Playoff           | Bill Haas, Gary Woodland               |
| 2   | 24 de julho de 2016   | RBC Canadian Open | −12 (73-69-70-64=276)    | 1 tacada          | Dustin Johnson, Martin Laird, Jon Rahm |

Recorde de playoff do PGA Tour (1–0)
| N.º | Ano  | Torneio          | Adversários              | Resultado                                                                           |
| --- | ---- | ---------------- | ------------------------ | ----------------------------------------------------------------------------------- |
| 1   | 2011 | Bob Hope Classic | Bill Haas, Gary Woodland | Venceu com par no segundo buraco extra Haas eliminado com birdie no terceiro buraco |